# Sophronica granulosipennis
Sophronica granulosipennis là một loài bọ cánh cứng trong họ Cerambycidae.